# خاویر پنیا
خاویر اف پنیا مأمور ویژه بازنشسته اداره مبارزه با مواد مخدر آمریکا بود که با همکار سابق خود استفان مورفی و پلیس ملی کلمبیا از پابلو اسکوبار و کارتل مدلین تحقیق کرد.
پنیا به عنوان مشاور در سریال نارکس نتفلیکس کار می‌کرد. پینا در فعالیتهای کارتل کالی اداره مبارزه با مواد مخدر آمریکا نقش نداشت. مشارکت وی در تحقیقات در فصل سه سریال نتفلیکس یک داستان خیالی است. پس از تحقیق در مورد کارتل مدلین، پنیا با کارهای اضافی در پورتوریکو، تگزاس و کلمبیا برای DEA کار کرد. پنا در سال ۲۰۱۴ بازنشسته شد.
پنیا در کینگزویل، تگزاس متولد و بزرگ شد و در دانشگاه A&I تگزاس جامعه‌شناسی و روانشناسی تحصیل کرد. وی از ۱۹۷۷ تا ۱۹۸۴ به عنوان معاون کلانتری دفتر کلانتری وب کانتی خدمت کرد و سپس خدمات خود را با دی.ای. آی تا زمان بازنشستگی در ژانویه ۲۰۱۴ ادامه داد. در سال ۲۰۱۹، او -با استیو مورفی شکارچیان: چگونه اورا زمینگیر کردیم درباره اسکوبار را منتشر کرد.

## فرهنگ عامه
او یکی از شخصیت‌های اصلی سه فصل سریال تلویزیونی نتفلیکس نارکس است که شخصیت وی توسط پدرو پاسکال به تصویر کشیده شده‌است.